# Tournan (Gers)
Tournan település Franciaországban, Gers megyében. Lakosainak száma 178 fő (2022. január 1.). Tournan Sabaillan, Villefranche-d'Astarac, Boissède, Molas, Cadeillan, Simorre és L’Isle-en-Dodon községekkel határos.

## Népesség
A település népessége az elmúlt években az alábbi módon változott:
| Lakosok száma | 201  | 180  | 182  | 192  | 205  | 190  | 182  | 182  | 181  | 178  |
|               | 1968 | 1982 | 1990 | 2006 | 2013 | 2015 | 2017 | 2019 | 2020 | 2022 |